# Ракетная атака в Марибе (2015)
Раке́тная ата́ка в Марибе — обстрел 4 сентября 2015 года военными армии Йемена, подчиняющихся экс-президенту Салеху, и хуситами, с помощью ракетного комплекса «Точка», передового военного лагеря антихуситской коалиции, находившегося в провинции Мариб (центральный Йемен, ок. 130 км к востоку от столицы — Саны), где коалиционные силы собирали войска и технику в последние дни. 
Попадание ракеты в склад боеприпасов привело к мощному взрыву и последующему самоподрыву боеприпасов. В итоге, в военном лагере погибли 52 солдата Объединённых Арабских Эмиратов, 33 сторонника экс-президента Хати и 5 граждан Бахрейна, входящих во вспомогательный контингент. Саудовская Аравия также признала гибель десяти своих военных во время этой атаки.
Сообщается, что помимо этого было уничтожено большое количество техники (около 40 единиц бронетехники и военных грузовиков). 
Кроме того, были повреждены или уничтожены три ударных вертолёта Апач.
Уничтожение передового лагеря ВС ОАЭ привело к самым большим одномоментным потерям саудовской коалиции в Йемене. 
С точки зрения потерь в военных конфликтах, для армии Объединённых Арабских Эмиратов — это наибольшие разовые потери за всю историю независимого государства. 5 сентября официальный Абу-Даби объявил трёхдневный траур в стране.
Среди раненых в результате ракетной атаки оказался и сын правителя эмирата Рас-Эль-Хайма, шейха Сауда бен Сакра Аль-Касими.